# 샘 깊은 물
샘 깊은 물은 MBC 표준FM에서 아침 5시 5분부터 아침 6시까지 방송된 국악 전문 라디오 프로그램이다. 2013년 3월 24일 자로 2년 만에 폐지되었다.

## 같이 보기
- 최상일의 민속기행
- 아침을 달린다

| MBC 표준FM                                      |                                            |                    |
| 이전                                            | 샘 깊은 물 (일요일)                        | 다음               |
| 보고 싶은 밤 구은영입니다 오늘의 문화방송입니다 | 샘 깊은 물 (일요일)                        | 세상을 바꾸는 생각 |
|                                                 |                                            |                    |
|                                                 | 건강한 아침 황선숙입니다 (월요일 ~ 토요일) |                    |